# Anna Vančátová
Anna Vančátová (* 10. února 1949 Žatec) je česká malířka.

## Život
Vystudovala výtvarnou výchovu a český jazyk na Filozofické fakultě Univerzity Karlovy v Praze u Cyrila Boudy a Zdeňka Sýkory. Obrazy začala vystavovat v roce 1973 a od té doby se představila na dvaatřiceti autorských výstavách.
Její tvorba spojuje výrazně koloristická východiska po vzoru salcmanovské tradice s groteskně dekonstruktivní transformací námětů.[zdroj?]
Je zastoupena v mnoha soukromých sbírkách doma i v zahraničí.